# Reichsbahn SG Litzmannstadt
Die Reichsbahn SG Litzmannstadt war ein Sportverein im von Deutschland besetzten Polen in der von der Besatzungsmacht als Litzmannstadt  bezeichneten Stadt  Łódź.

## Geschichte
Die Fußballmannschaft nahm spätestens zur Saison 1941/42 an der Gauliga Wartheland teil, wo der Verein in die Staffel 2 eingruppiert wurden. Diese erste Saison konnte dann mit 2:6 Punkten auf dem vierten Platz abgeschlossen werden. In der nächsten Saison wurde die Liga eingleisig. An dessen Ende stieg die RSG mit 7:29 Punkten über den 10. und damit letzten Platz jedoch in die Bezirksliga ab. Kriegsbedingt kam es dann nach 1944 nur noch zu einer Stadtmeisterschaft, welche die RSG jedoch zu gewinnen vermochte. Nach dem Ende des Zweiten Weltkriegs wurde der Verein dann auch aufgelöst.